# Референдум щодо членства Чехії в Європейському Союзі (2003)

Чехія та ЄС до її вступу в 2004 році

13—14 червня 2003 року в Чехії відбувся референдум про вступ до Європейського Союзу. Пропозицію підтримали 77,3 % виборців при явці 55,2 %. Чехія приєдналася до ЄС 1 травня 2004 року.

## Кампанія
Опитування громадської думки напередодні референдуму показали підтримку приєднання від 63 % до понад 70 %, причому найвища підтримка серед молодих, заможніших і краще освічених людей.

## Політика партії
У таблиці наведено політичні партії, які були представлені в парламенті на момент референдуму.
| Позиція | Політичні партії                                               | Політичні партії                       |
| ------- | -------------------------------------------------------------- | -------------------------------------- |
| Так     |                                                                | Чеська соціал-демократична партія      |
| Так     | Громадянська демократична партія                               |                                        |
| Так     | Християнсько-демократичний союз — Чехословацька народна партія |                                        |
| Так     | Союз свободи — Демократичний союз                              |                                        |
| Ні      |                                                                | Комуністична партія Богемії та Моравії |

## Опитування громадської думки
| Дата              | Аґенція | Так               | Ні   | Не визначилися |      |      |      |
| ----------------- | ------- | ----------------- | ---- | -------------- | ---- | ---- | ---- |
| Дата              | Аґенція | 19—26 травня 2003 | CVVM | Не визначилися | 63 % | 22 % | 15 % |
| 7—14 квітня 2003  | CVVM    | 58 %              | 24 % | 18 %           |      |      |      |
| Березень 2003     | STEM    | 51 %              | 16 % | 33 %           |      |      |      |
| 3—10 березня 2003 | CVVM    | 59 %              | 22 % | 19 %           |      |      |      |
| Лютий 2003        | STEM    | 50 %              | 32 % | 18 %           |      |      |      |
| 3—10 лютого 2003  | CVVM    | 59 %              | 23 % | 18 %           |      |      |      |
| 28 січня 2003     | STEM    | 47 %              | 19 % | 34 %           |      |      |      |
| Грудень 2002      | STEM    | 48 %              | 21 % | 31 %           |      |      |      |
| Листопад 2002     | STEM    | 48 %              | 19 % | 33 %           |      |      |      |
| 17—24 жовтня 2002 | CVVM    | 47 %              | 18 % | 23 %           |      |      |      |
| Вересень 2002     | STEM    | 43 %              | 20 % | 37 %           |      |      |      |
| 5—12 червень 2002 | CVVM    | 42 %              | 17 % | 41 %           |      |      |      |
| 22—29 квітня 2002 | CVVM    | 40 %              | 19 % | 41 %           |      |      |      |
| Березень 2002     | STEM    | 46 %              | 19 % | 35 %           |      |      |      |
| Листопад 2001     | STEM    | 47 %              | 19 % | 34 %           |      |      |      |
| 2—9 травня 2001   | STEM    | 40 %              | 22 % | 38 %           |      |      |      |
| 5—12 березня 2001 | STEM    | 45 %              | 18 % | 37 %           |      |      |      |
| Жовтень 2000      | STEM    | 48 %              | 15 % | 37 %           |      |      |      |
| Травень 2000      | STEM    | 42 %              | 16 % | 42 %           |      |      |      |
| Вересень 1999     | STEM    | 44 %              | 19 % | 39 %           |      |      |      |
| Квітень 1999      | STEM    | 46 %              | 14 % | 40 %           |      |      |      |
| Квітень 1997      | STEM    | 50 %              | 16 % | 34 %           |      |      |      |
| Серпень 1996      | STEM    | 46 %              | 13 % | 41 %           |      |      |      |

## Результати

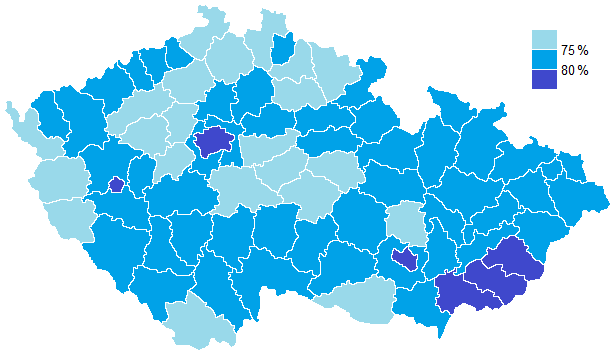
Результати по округах

| Вибір                      | Голосів   | %     |
| -------------------------- | --------- | ----- |
| Так                        | 3 446 758 | 77,3  |
| Ні                         | 1 010 448 | 22,7  |
| Недійсні/пусті голоси      | 100 754   | —     |
| Усього                     | 4 560 399 | 100   |
| Зареєстровані виборці/явка | 8 259 525 | 55,21 |
| Джерело: Пряма демократія  |           |       |